# 宮原義潔
宮原 義潔（みやはら よしきよ、延享4年（1747年） - 文化6年10月19日（1809年11月26日））は、江戸時代中期から後期の高家旗本。高家旗本・宮原義汨の長男。通称は勘五郎。官位は従四位下・侍従、長門守。
宝暦11年（1761年）12月9日、将軍徳川家治に御目見する。明和元年（1764年）8月13日、父の隠居により家督を相続する。安永2年（1773年）8月12日、高家職に就任し、従五位下・侍従・和泉守に叙任する。後に長門守に改める。寛政2年（1790年）7月20日、従四位下に昇進する。文化元年（1804年）12月11日、高家肝煎に就任する。文化3年（1806年）12月6日、病気を理由に高家肝煎を辞職し、文化6年10月19日（1809年11月26日）に63歳で逝去した。
正室は交代寄合の戸川逵索の娘。後室は立花長煕の娘。養子義利（実弟）、実長男義周（義利の養子）ら3男1女あり。